# Kybos tshagotaica
Kybos tshagotaica är en insektsart som beskrevs av Vilbaste 1980. Kybos tshagotaica ingår i släktet Kybos och familjen dvärgstritar. Inga underarter finns listade i Catalogue of Life.